# Киршербах
Ки́ршерба́х (нем. Kirscherbach) — река в Германии, протекает по территории общины Лонгуйх федеральной земли Рейнланд-Пфальц. Правый приток Мозеля. Речной индекс 267192.
Длина реки составляет 3,5 км, площадь бассейна — 4,043 км².
Начало берёт от родника Зауэрбруннен (нем. Sauerbrunnen) в Лонгуйхском лесу (нем. Longuicher wald) на высоте 245 метров над уровнем моря. От истока течёт на северо-восток, около северо-восточной окраины Лонгуйхского леса поворачивает на север, после впадения в километре от устья по левой стороне ручья Бах-ам-Коллерт (нем. Bach am Kollert) длиной 2,5 км, вновь поворачивает на северо-восток. В 600 метрах от устья Киршербах пересекают автобаны A1 и A602. Впадает в Мозель по правой стороне на высоте 124 метров над уровнем моря, в городской части общины — Кирш (нем. Kirsch). В верхнем течении протекает по лесной местности, в среднем — частично лесной, в нижнем — частично городской.